# Штурм Євпаторії (1855)
Штурм Євпато́рії — спроба взяття міста Євпаторії російськими військами під час Кримської війни. Битва закінчилася перемогою союзників.

## Хід битви
Турецькі сили були перекинуті з Дунайського фронту до Євпаторії. Микола I зрозумів, що за цим неминуче піде широкомасштабний наступ турецьких сил, і направив під Євпаторію війська під командуванням Степана Хрульова (близько 20 000 — 30 000 солдатів).
Хрульов сподівався захопити турецький гарнізон зненацька, але виявилося, що турки знають про його плани. І турецький гарнізон, і союзницький флот були готові до бою. На російський напад вони відповіли сильним вогнем артилерії. Втративши 750 солдатів, росіяни почали відступати. В атаку пішла піхота і кіннота; відступ фактично перетворився на втечу. Хрульов віддав розпорядження почати відступ.

## Наслідки
Ця поразка призвела до звільнення російського головнокомандувача О. С. Меншикова і, ймовірно, прискорила смерть Миколи I, що послідувала через кілька тижнів після бою.
Що стосується стратегічного значення битви, то воно повною мірою показало загрозу російському флангу. Для союзників володіння Євпаторією означало, що і захоплення Севастополя залишалося цілком можливим. Турецька армія повернула свою репутацію і віру у власні сили.

## Література

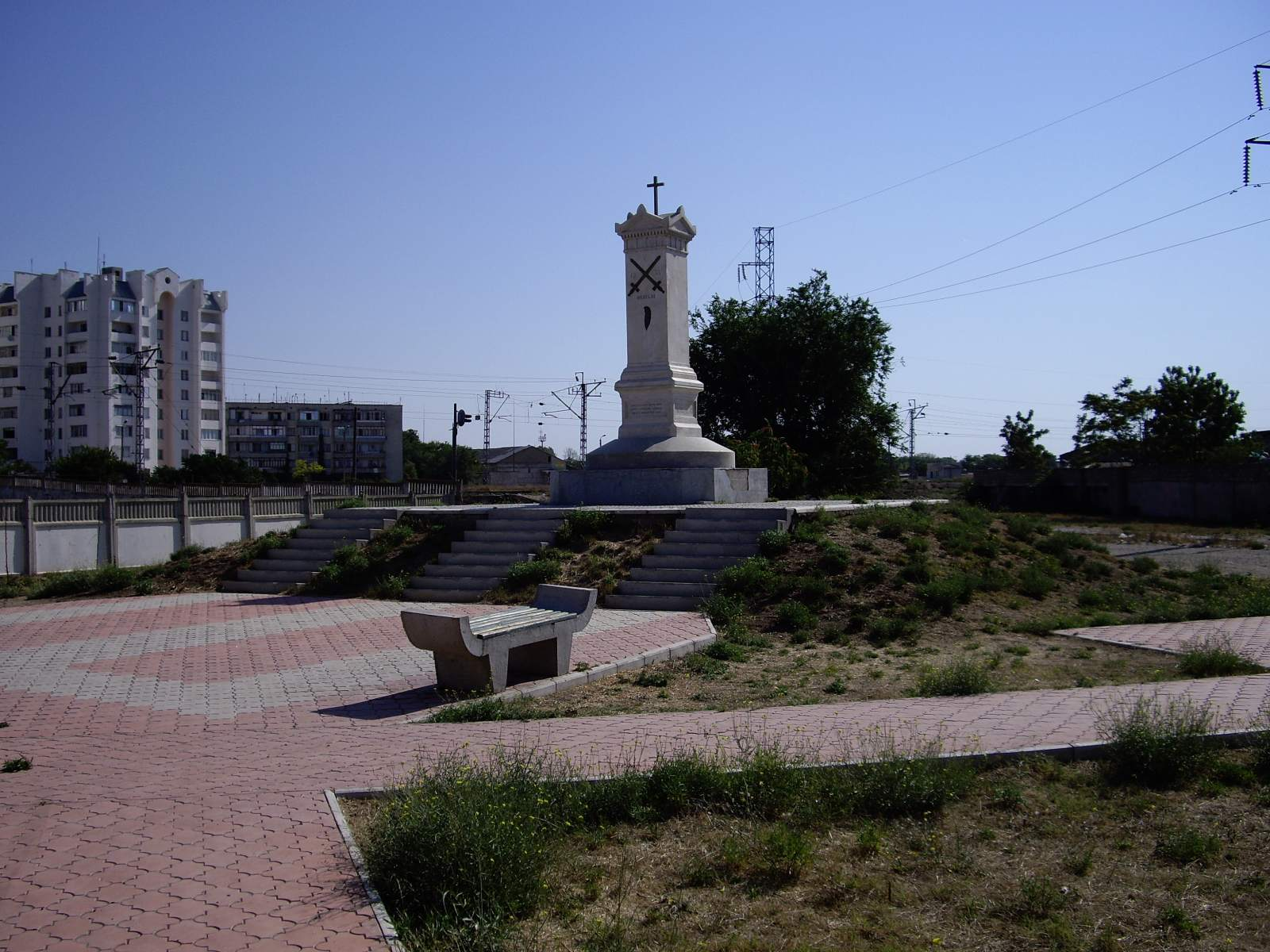
Євпаторія. Пам'ятник полеглим у битві